# 무인 곽원갑 2
《무인 곽원갑 2》(중국어: 霍元甲)은 2019년 공개된 중국의 액션 영화이다.

## 출연

### 주연
- 담욱
- 곡혜자
- 최영현

### 조연
- 임로요
- 정기
- 노혜광